# Hamzat Ahmadu
Hamzat Ahmadu (Gwadabawa, Sokoto; 15 de agosto de 1930-1 de mayo de 2016) fue un diplomático nigeriano.

## Biografía
Estuvo casado y tuvo hijos. Educación: la escuela primaria, Sokoto, Abdullahi Bayero College (ahora Universidad Bayero), Instituto de Administración, Universidad Ahmadu Bello, Zaria, y Balham Tooting Facultad de Comercio, Londres, estudiante externo Universidad de Londres, Queen s College, Universidad de Oxford, Inglaterra, 
1957-1959: secretario privado del ministro del norte de Nigeria, sir  Ahmadu Bello, Kaduna, sumado Servicio Público Federal, 
tercer secretario, Alta Comisión de Nigeria, Londres, segundo secretario, más tarde primer secretario, Embajada de Nigeria, Bonn. 
1965-1966: director del Departamento de Asia del Ministerio Federal de Asuntos Exteriores, Lagos, secretario principal de la Oficina del Jefe del Gobierno Militar, 
1975-1978: Embajador en la Ulica Kachalova 13 en Moscú, también en Berlín y La Haya y la en 1982 en Yaundé.
De 1978 a 1984: secretario permanente, jefe del Servicio Diplomático del Ministerio de Relaciones Exteriores en Lagos. 
El 22 de mayo de 1987 fue designado embajador en  Washington D. C. donde fue el
20 de julio de 1987 acreditado. 
De 1987 a 1990 fue Alto comisionado en Nassau, Bahamas, The Bahamas.
Ostenta el título tradicional de Wali de Sokoto.